# Tina Strobos
Vous lisez un « bon article » labellisé en 2020.
Tina Strobos, née Tineke Buchter en mai 1920 à Amsterdam et morte le 27 février 2012 à Rye (État de New York, États-Unis), est une médecin et psychiatre néerlandaise, connue pour ses actions de résistance pendant la Seconde Guerre mondiale. Jeune étudiante en médecine, elle œuvre au sein de la résistance néerlandaise avec sa mère et sa grand-mère pour secourir plus de cent réfugiés juifs lors de l'occupation allemande des Pays-Bas. Tina Strobos utilise sa maison comme cachette pour les Juifs en fuite, en employant un compartiment secret dans le grenier et un système de cloche d'avertissement pour les protéger des raids soudains de la police. En outre, elle fait passer des armes et des radios pour la résistance et falsifie des passeports pour aider les réfugiés à fuir le pays. Bien qu'arrêtée et interrogée neuf fois par la Gestapo, elle ne dévoile jamais où se trouve un Juif.
Après la guerre, Tina Strobos obtient son diplôme de médecine et devient psychiatre. Elle étudie avec Anna Freud en Angleterre, avant d'émigrer aux États-Unis pour étudier la psychiatrie grâce à une bourse Fulbright. Elle s'installe par la suite dans l'État de New York, où elle devient psychiatre de famille, recevant la médaille Elizabeth Blackwell en 1998 pour son travail médical. Elle prend sa retraite de la pratique active en 2009.
En 1989, Yad Vashem décerne à Tina Strobos le titre de Juste parmi les nations. En 2009, elle est reconnue pour ses actes de résistance par l'Holocaust and Human Rights Education Center de New York.

## Biographie

### Jeunesse
Tina Strobos naît Tineke Buchter le 19 mai 1920 à Amsterdam selon plusieurs sources,,, mais, dans le livre de Peter de Waard, il est écrit que la véritable date de naissance est le 18 mai. Enfant unique, ses parents, Marie Schotte et Alphonse Buchter, sont socialistes et athées et parlent couramment quatre langues. Marie Schotte soutient le mouvement pour la paix des femmes. Le grand-père maternel de Tina avait fondé un mouvement de libre-pensée et sa grand-mère maternelle avait fait partie du mouvement ouvrier à la fin du XIXe siècle. La famille avait l'habitude d'offrir un refuge à ceux qui en avaient besoin : les parents de Tina avaient déjà accueilli des réfugiés de conflits antérieurs,, tandis que la grand-mère de Tina avait accueilli des réfugiés belges pendant la Première Guerre mondiale.
Quand Tina Strobos a dix ans, ses parents divorcent. À partir de ce moment-là, elle vit avec sa mère.
À l'âge de seize ans, Tina Strobos décide de devenir psychiatre. À l'université, elle commence à étudier la médecine, mais ses études sont interrompues après l'invasion des Pays-Bas par l'Allemagne en 1940,.

### Résistance lors de la Seconde Guerre mondiale
Lorsque les Allemands envahissent les Pays-Bas en mai 1940, Tina Strobos vit avec sa mère et leur femme de ménage à Amsterdam. Elle a presque 20 ans,. Les étudiants universitaires reçoivent l'ordre de signer un serment de loyauté envers Hitler, mais Tina Strobos et ses camarades de classe refusent de signer. L'école de médecine ferme par la suite, et Tina et de nombreux autres étudiants rejoignent le mouvement clandestin.

#### Refuge et cachette
Tina Strobos commence son activité de résistante en cachant sa meilleure amie, une jeune juive nommée Tirtsah Van Amerongen. L'ami de la famille Henry Polack — un écrivain socialiste et dirigeant syndicaliste — décide également de se cacher, et la grand-mère de Tina accepte de l'aider,.

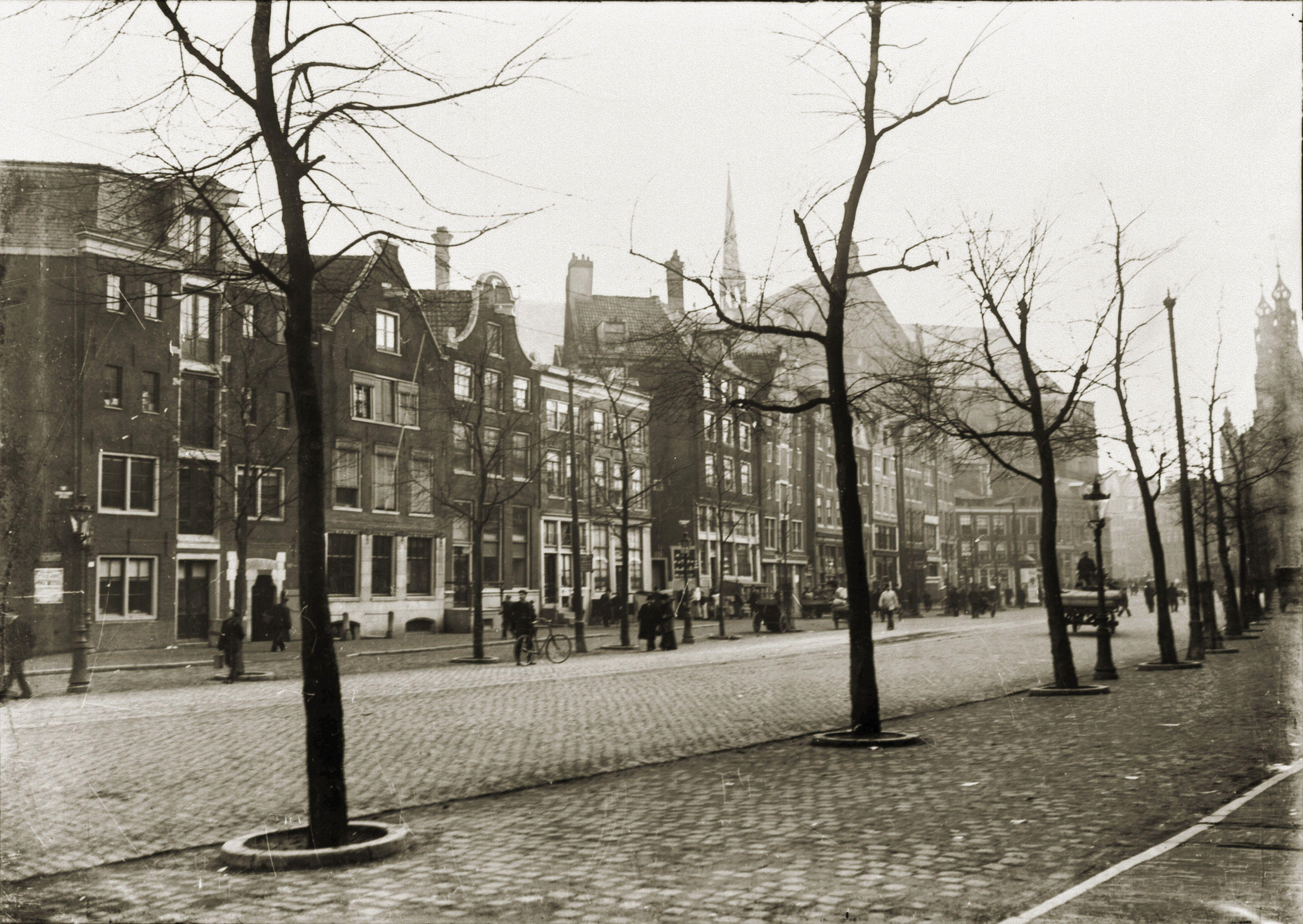
La rue Nieuwezijds Voorburgwal à Amsterdam où se trouvait la maison de Tina (photo vers 1906–1910).

Œuvrant avec sa mère et sa grand-mère pendant la guerre, Tina Strobos porte secours à plus de cent réfugiés juifs en les cachant, quatre ou cinq à la fois dans la pension de famille du 282, Nieuwezijds Voorburgwal,,. La maison avait autrefois été une école de la ville, et a trois étages. Une fois que Tina et sa mère commencent à cacher des réfugiés, un charpentier du métro néerlandais vient chez eux et construit une petite cachette dans le grenier. Le compartiment secret se trouve à l'intérieur d'un gable. Bien que la Gestapo ait perquisitionné la maison huit fois, elle n'a jamais trouvé ce compartiment secret,,. Tina et sa mère font installer dans la maison un système d'alerte avec cloche , qui sert à avertir les réfugiés des visites inattendues de la Gestapo aux étages supérieurs. Si les Juifs n'ont pas le temps de se cacher dans le compartiment secret, ils peuvent s'échapper par la fenêtre vers un bâtiment voisin,,. La famille est également aidée par un allié anonyme au siège de la Gestapo, qui lui téléphone parfois pour l'avertir de l'imminence d'une perquisition nazie. Ils n'ont jamais appris l'identité de cet allié,.
Bien que certains Juifs soient restés chez eux plus longtemps, Tina Strobos et sa mère utilisent surtout leur maison comme un lieu transitoire, abritant les Juifs pendant une courte période jusqu'à ce qu'ils puissent être transférés dans un refuge plus sûr. Certains réfugiés ont ensuite été envoyés clandestinement en Espagne ou en Suisse, ou dans la campagne néerlandaise. Tina et sa mère rendent souvent visite aux personnes pour qui ils avaient aménagé des cachettes, faisant des kilomètres à vélo dans la campagne pour fournir aux réfugiés isolés des nouvelles et des conversations précieuses,. Parmi les réfugiés que Tina Strobos aide, se trouve le peintre impressionniste Martin Monnickendam, qui peint son portrait et le lui offre en cadeau. Elle conserve le tableau jusqu'à un âge avancé.
La résidence de Tina Strobos n'est qu'à dix minutes à pied de la cachette d'Anne Frank au 263, Prinsengracht à Amsterdam. Bien que Tina n'ait jamais rencontré la famille Frank, elle exprime plus tard sa contrariété devant le fait que les Frank n'avaient pas de plan d'évasion dans leur refuge : « Si j'avais su qu'ils étaient là, je les aurais fait sortir du pays »,.

#### Les interrogatoires de la Gestapo
Au cours de la guerre, Tina Strobos est arrêtée et interrogée neuf fois par la Gestapo,,. Au cours de ces confrontations, elle est à plusieurs reprises saisie par les poignets et jetée contre un mur,, et une fois, est même assommée. Jamais elle ne dévoile l'endroit où se trouve un Juif. Afin de passer les interrogatoires sans encombre, elle apprend certaines tactiques. Elle demande toujours un interprète — même si elle parle couramment l'allemand — pour avoir plus de temps pour se ressaisir. Lorsqu'un officier nazi commente un jour ses jambes, Tina Strobos gagne plus de courage : « J'ai réalisé que c'était juste un homme et qu'il s'intéressait à mes jambes. Ça m'a donné un sentiment de pouvoir. Je suis devenue arrogante. Je pouvais dire : « Je ne savais pas qu'il était juif » d'une manière plus forte et plus convaincante. »,.

#### Abraham Pais

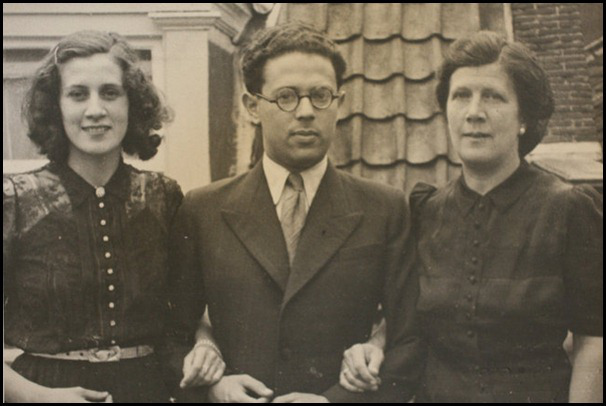
Tina Strobos (gauche), son fiancé Abraham Pais, et sa mère Marie Schotte, vers 1941.

Pendant les premières années de la guerre, Tina Strobos est fiancée à Abraham « Bram » Pais, un jeune juif, physicien des particules,,,. Elle et sa mère trouvent des cachettes pour Abraham Pais et beaucoup de ses proches. Bien qu'ils mettent fin à leurs fiançailles en 1943, Tina Strobos et Abraham Pais restent amis.
En février 1945, Abraham Pais se cache dans un appartement avec trois amis juifs : Tirtsah Van Amerongen, sa sœur Jeanne et son mari Lion Nordheim. Ils sont trahis par l'une des ex-petites amies de Abraham Pais, et tous sont arrêtés. Quand Tina Strobos apprend la nouvelle, elle trouve le responsable de la Gestapo et le persuade de libérer Van Amerongen et sa sœur, mais elle ne peut faire de même pour Nordheim. Le sauvetage d'Abraham Pais nécessite un plan plus compliqué. Tina a en sa possession une lettre du physicien bien connu Niels Bohr, qui avait précédemment invité Abraham Pais à venir étudier avec lui au Danemark. Tina Strobos apporte cette lettre directement à un haut fonctionnaire allemand et lui demande de libérer Abraham Pais, le décrivant comme « un jeune génie de la physique » qui allait faire de grandes choses. Après avoir passé quelques appels téléphoniques, le fonctionnaire ordonne la libération du jeune homme. Abraham Pais devient plus tard un physicien nucléaire et un biographe renommé, écrivant sur les vies de Niels Bohr et d'Albert Einstein.

#### Autres activités de résistance
Tina Strobos et sa mère cachent également des membres clés du mouvement clandestin néerlandais, dont le chef de la résistance Johan Brouwer. Le groupe de résistance de Brouwer, Binnenlandse Strydkrachten (Forces armées nationales), fait un travail militant comme la contrebande d'armes et la fabrication de bombes. Au début de son travail pour la résistance néerlandaise, elle fait passer des armes, des radios et des explosifs, parcourant jusqu'à 80 km avec la contrebande cachée dans son panier à vélo. Elle rapporte des informations et des tickets de rationnement aux Juifs qui se cachent à la campagne, et des radios et des armes pour la résistance néerlandaise. Parfois, Tina Strobos cache de grandes boîtes d'armes chez elle. Comme le mouvement de résistance devient de plus en plus violent, elle se concentre sur l'aide à l'évasion des Juifs. Elle travaille avec la Landelyke Organizatie (Organisation paysanne), moins militante, pour abriter les réfugiés et falsifier les passeports.

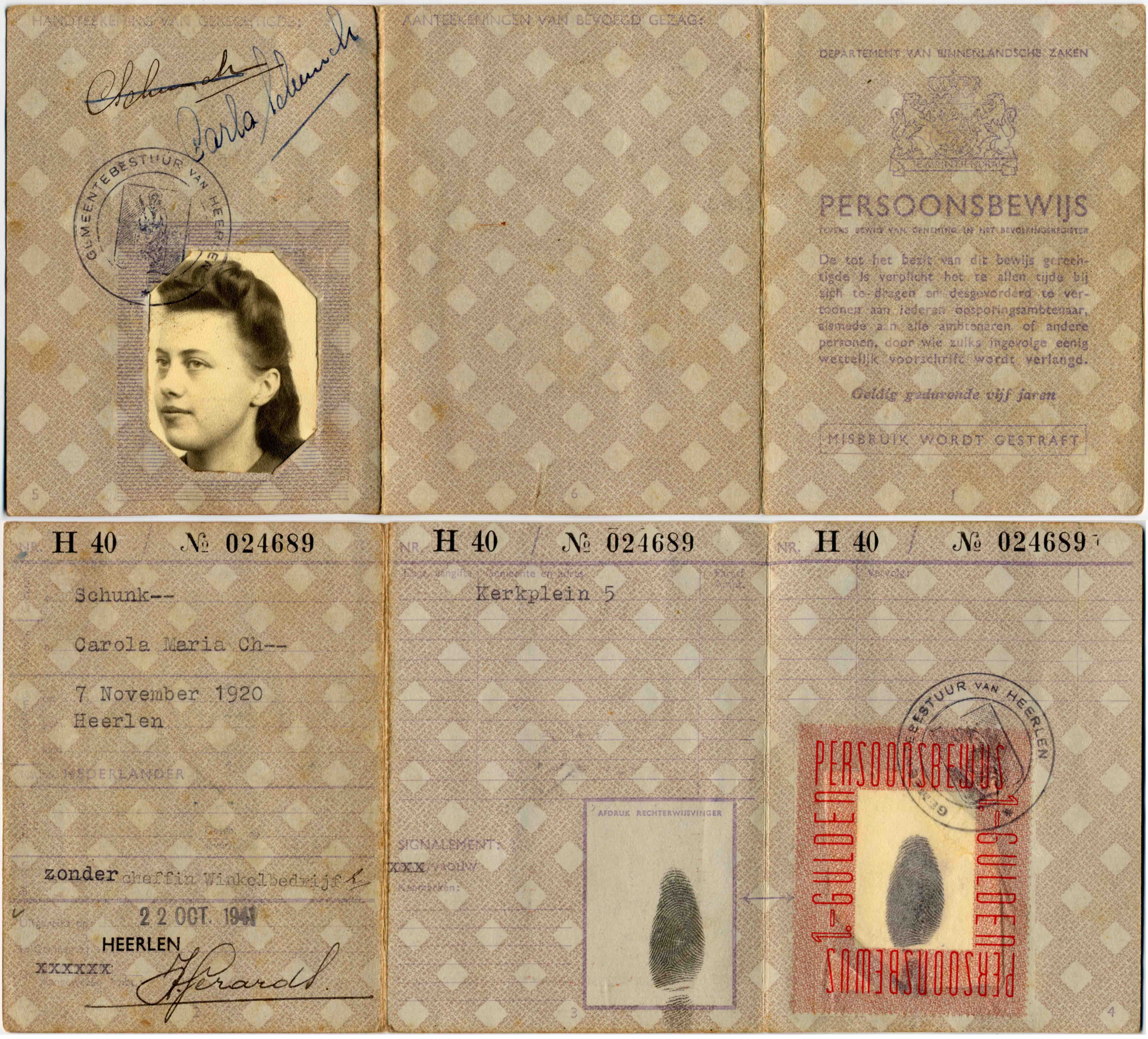
Un exemple de documents d'identité néerlandais pendant la Seconde Guerre mondiale.

Afin de falsifier des papiers pour aider les Juifs à fuir le pays, Tina vole des cartes d'identité à des non-Juifs lors de réunions sociales, et remplace les photos et les empreintes digitales par celles de réfugiés juifs. Elle a parfois recours à d'autres mesures pour obtenir les papiers dont elle a besoin : Tina Strobos demande à des pickpockets de voler les cartes d'identité des voyageurs dans les gares et, en 1941, elle vole des passeports dans les poches des manteaux des invités aux funérailles de sa tante.
La grand-mère maternelle de Tina, Marie Schotte Abrahams, cache un émetteur radio dans sa maison, qui sert à envoyer des messages codés du métro néerlandais à la BBC en Grande-Bretagne. Elle garde cette radio bien que les Allemands aient menacé de mettre à mort tout citoyen néerlandais coupable d'avoir caché du matériel radio. En une occasion, lorsqu'un nazi vient chez Abrahams pour l'interroger, elle saisit son bras, le regarde dans les yeux et demande « Ne vous avais-je pas vu voler un tapis persan dans l'appartement des Mendelssohn, il y a quelques nuits ? » L'officier nazi ramasse ses affaires et part rapidement. Tina dira plus tard de sa grand-mère : « C'est la seule personne que je connaisse qui a fait peur à la Gestapo »,.
Malgré la fermeture des universités, Tina Strobos continue ses études de médecine pendant la guerre. Elle propose parfois sa maison comme lieu de rencontre pour des cours clandestins de médecine, accueillant jusqu'à dix-huit étudiants chaque semaine. L'hôpital local, quand il a un cadavre à disséquer, contacte la famille et propose aux étudiants, par groupes de six, d'étudier la pathologie. Elle passe son examen de pharmacologie chez son professeur en mai 1945 et est interrompue lorsque l'armée canadienne arrive pour libérer officiellement les Pays-Bas et que tout le monde court dehors pour voir les chars et les soldats franchir les portes de la ville.

### Carrière et distinctions de l'après-guerre
Après la fin de la guerre, Tina Strobos obtient son diplôme de médecine de l'université d'Amsterdam en 1946, puis étudie la psychiatrie à Londres, en Angleterre, avec Anna Freud. Au cours des années 1950, Tina se rend à Valhalla, dans l'État de New York, pour entreprendre une résidence en psychiatrie et en neurologie au Westchester Medical Center (en). Elle étudie la pédopsychiatrie grâce à une bourse Fulbright,.
Tina Strobos mène une carrière de psychiatre de famille et travaille en particulier avec les déficients mentaux. Elle reçoit la médaille Elizabeth Blackwell pour son travail en tant que professionnelle de la santé en 1998, et prend sa retraite de la pratique active en 2009.
En 1989, Tina Strobos et sa mère, Marie Schotte, sont officiellement reconnues comme Justes parmi les nations par Yad Vashem,. En 2009, la psychiatre est honorée pour ses actes par l'Holocaust and Human Rights Education Center de New York. Interrogée sur les raisons pour lesquelles elle avait risqué sa vie pour en sauver d'autres, Tina Strobos a déclaré : « C'est la bonne chose à faire […]. Votre conscience vous dit de le faire. Je crois en l'héroïsme, et quand on est jeune, on veut faire des choses dangereuses »,.

### Vie familiale et personnelle
Le premier mari de Tina Strobos est Robert Strobos, un neurologue. Mariés le 30 avril 1947, ils s'installent aux Antilles la même année, où la jeune femme travaille comme psychiatre pendant deux ans. Après avoir divorcé de Robert en 1964, elle épouse en 1967 l'économiste Walter Chudson, un Juif américain qui travaille pour les Nations unies,. Le nouveau couple établit sa résidence à Larchmont dans l'État de New York, et reste ensemble jusqu'à la mort de Chudson en 2002. Tina et Walter n'ont pas d'enfants ensemble.
Tina Strobos a deux fils et une fille de son premier mariage, et deux beaux-enfants de son deuxième mariage. Son premier fils naît aux Antilles. Ses deux fils, Semon et Jur, deviennent médecin et ambulancier paramédical. Sa fille, Carolyn Strobos, devient psychanalyste. Au moment de sa mort, Tina Strobos avait sept petits-enfants et deux petits-enfants par alliance.

### Mort
Tina Strobos meurt d'un cancer, à l'âge de 91 ans, le 27 février 2012 à Rye dans l'État de New York,,.